# Ansjosfamilien
Ansjosfamilien (Engraulidae) er en familie af små planktonspisende saltvandsfisk i ordenen sildefisk. De findes i store dele af verden, men forefindes oftest i i tempererede vandområder og er meget sjældne eller fraværende i meget kolde eller meget varme havområder.

## Falsk ansjos
I områder som i Skandinavien, hvor man ikke finder ansjoser i havet, sælges kryddersaltet brisling under produktnavnet ansjos.